# Scorched
Scorched — двадцатый студийный альбом американской трэш-метал-группы Overkill, вышедший 14 апреля 2023 года. Это первый студийный альбом группы за четыре года после The Wings of War (2019); это самый длинный перерыв между двумя студийными альбомами для Overkill.

## Об альбоме
Overkill объявили о работе над следующим после The Wings of War альбомом ещё в октябре 2019 года. Работа над альбомом медленно продолжалась более двух лет (басист Ди Ди Верни написал девять песен для альбома уже к апрелю 2020 года, и группа начала их запись в сентябре. Барабанные партии были закончены к октябрю того же года, и сведением занялся Колин Ричардсон, который до этого работал с группой в конце 1990-х и начале 2000-х.
Дата выхода Scorched неоднократно переносилась, частично из-за пандемии COVID-19. Уже в июне 2020 года альбом планировалось выпустить в апреле 2021 года, но вскоре выход был отложен до лета-осени 2021 года, а затем — до начала 2022 года, и наконец до весны 2023 года.

Эллсворт рассказал в августе 2022 года: 
Ну, я записывал пластинку три раза — мою часть записи, я записывал ее три раза — и я уничтожил первые два из них, потому что на неё повлияла пандемия, и я не думаю, что мы когда-либо были такими людьми. Я не самый оптимистичный человек, когда дело доходит до подачи музыки, но я думаю, что если сравнивать Overkill с другими группами на этой сцене, мы не всегда шли по отрицательному пути; мы пытаемся идти по положительному пути во всем. И пандемия заставила меня пойти по другому пути, и я не хотел этого делать. Поэтому я уничтожил всю пластинку и переписал ее, как только увидел, к чему это идёт. Но мне стало легче от того, что это свежо, это актуально, это не то, что было написано в 2020 году. Это было написано в грёбаном 2022, и это будет записано в 2022. Так что прямо сейчас это хорошее чувство.

Ди Ди Верни же сказал в интервью Hardrock Haven: «Альбом всё ещё будет немного странным, потому что всё делалось удаленно — всё. Мы собираемся выпустить пластинку песен, которые мы ни разу не играли вместе, стоя в одной комнате». В отношении же музыкальной направленности альбома он сказал, что он будет «немного более в стиле Black Sabbath местами, немного более думовый». Эллсворт также сказал: 
Нам он кажется немного более эклектичным. Он построен на риффе, а не на ритме. Песни будут содержать два или три разных риффа — основной [рифф], а затем два второстепенных риффа, что, я думаю, немного необычно для нас — петь поверх чего-то подобного. Альбом тяжелый, конечно. Я имею в виду, что он как кувалда — такой большой, плотный грув.
27 января 2023 вышел первый сингл из альбома, «The Surgeon», а 14 марта 2023 года — второй, «Wicked Place». 14 апреля, в день выхода альбома, вышло видео на заглавную песню, «Scorched».

## Список композиций
Слова и музыка всех песен — Ди Ди Верни и Бобби Эллсворт.
| №                   | Название               | Длительность |
| ------------------- | ---------------------- | ------------ |
| 1.                  | «Scorched» ()          | 6:13         |
| 2.                  | «Goin' Home»           | 4:31         |
| 3.                  | «The Surgeon»          | 5:33         |
| 4.                  | «Twist of the Wick»    | 5:34         |
| 5.                  | «Wicked Place»         | 5:00         |
| 6.                  | «Won't Be Comin' Back» | 4:30         |
| 7.                  | «Fever»                | 5:33         |
| 8.                  | «Harder They Fall»     | 4:23         |
| 9.                  | «Know Her Name»        | 5:11         |
| 10.                 | «Bag o' Bones»         | 4:37         |
| Общая длительность: | Общая длительность:    | 51:05        |

## Участники
- Бобби Эллсворт — вокал
- Д. Д. Верни — бас-гитара, бэк-вокал
- Дэйв Линск — гитара
- Дэрек Тэйлер — ритм-гитара
- Джейсон Биттнер[англ.] — ударные

## Позиции в чартах
| Чарты (2023)                                  | Пиковая позиция |
| --------------------------------------------- | --------------- |
| Австрия (Ö3 Austria)                          | 29              |
| Бельгия/Валлония (Ultratop)                   | 147             |
| Бельгия/Фландрия (Ultratop)                   | 154             |
| Великобритания (UK Digital Albums Chart)      | 54              |
| Великобритания (UK Independent Albums Chart)  | 7               |
| Великобритания (UK Rock & Metal Albums Chart) | 4               |
| Германия (Offizielle Top 100)                 | 10              |
| Испания (PROMUSICAE)                          | 66              |
| Польша (ZPAV)                                 | 13              |
| США (Billboard Current Album Sales)           | 12              |
| Франция (SNEP)                                | 164             |
| Швейцария (Schweizer Hitparade)               | 7               |
| Шотландия (Scottish Albums Chart)             | 12              |
| Япония (Billboard Japan)                      | 64              |